# Hans Ulrik Nørgaard-Nielsen
Hans Ulrik Nørgaard-Nielsen (Dinamarca ; ? - 3 de septiembre de 2021) es un reconocido astrónomo danés.
Estudió en la Universidad Técnica de Dinamarca. Ha contribuido al diseño de los instrumentos de la sonda Planck.
El Centro de Planetas Menores le atribuye el descubrimiento del asteroide (4444) Escher realizado el 16 de septiembre de 1985 en colaboración con Per Rex Christensen y Leif Hansen.